# هیده نوری توکویوما
هیده نوری توکویوما (انگلیسی: Hidenori Tokuyama؛ زادهٔ ۳۰ ژانویهٔ ۱۹۸۲) یک موسیقی‌دان اهل ژاپن است.